# Juffertje-in-het-groen
Juffertje-in-het-groen (Nigella damascena) is een eenjarige plant uit de ranonkelfamilie (Ranunculaceae). De soort wordt in tuinen als sierplant toegepast.

## Beschrijving
Juffertje-in-het-groen wordt 20-45 cm hoog. De sterk gereduceerde bladeren zijn veerdelig.
De wilde plant bloeit van juni tot augustus met kleine, helderblauwe bloemen, die omgeven zijn met een krans (omwindsel) van veerdelige schutbladeren. De kelkbladen zijn blauw gekleurd, terwijl de kroonbladen gereduceerd zijn en aan de voet van de meeldraden zitten. De bloem heeft honingklieren, waarmee hommels en bijen gelokt worden voor de bestuiving.
De plant is protandrisch, wat wil zeggen dat de meeldraden eerder rijp zijn dan de stempels. Bij de rijpe meeldraden zijn de helmhokjes naar onderen gebogen, waardoor het stuifmeel op de rug van een nectar opzuigend insect terechtkomt. De stampers staan dan nog rechtop, waardoor deze op dat moment niet bestoven kunnen worden. Als alle helmhokjes leeg zijn krommen de stampers zo ver naar onderen dat bezoekende insecten met hun rug tegen de stempels komen en de bloem bestuiven.
De vrucht is een 3 cm lange doosvrucht. De rijpe doosvrucht heeft bovenaan vijf, ongeveer 7 mm lange spleten, waardoor de zaden kunnen ontsnappen. De zwarte zaden zijn gerimpeld en worden door de wind en dieren verspreid.

## Voorkomen
Juffertje-in-het-groen komt in Nederland van nature niet voor, maar is lokaal verwilderd. De plant stamt uit het Middellandse Zeegebied ('damascena' betekent 'uit Damascus', hoewel zij niet in de Levant groeit) en de Canarische Eilanden, waar zij op akkerland en braakliggende terreinen groeit. 
Nigella damascena komt reeds voor in Engelse cottage gardens vanaf de 16de eeuw. De meest voorkomende variëteit is 'Miss Jekyll', die blauwe bloemen heeft, maar de recentere 'Persian Jewels' is een mix van wit, roze, lavendel en blauwe bloemen. 'Persian Rose' is lichtroze. Andere soorten zijn 'Albion', 'Blue Midget', 'Cambridge Blue', 'Mulberry Rose', en 'Oxford Blue'. De 'Dwarf Moody Blue' is 15 à 20 cm lang. 
In het Engelse taalgebied is het plantje ook bekend onder pittoreske namen als Love-in-a-mist en Devil in the bush. In Duitssprekende gebieden heet het Juffertje Jungfer im Grünen, maar ook Gretl in der Stauden, Gretl in der Heck, Gretchen im Busch, Greterl im Nest, Venushaarige en Braut in Haaren.

## Toepassingen
Zowel de bloemen als de zaaddozen kunnen gedroogd worden. De zaaddozen hebben een gecompliceerde, decoratieve vorm, die door velen aantrekkelijk gevonden wordt in droogboeketten. Zowel de bloemen als de zaden zijn eetbaar. De smaak van de bloem neigt naar muskaat, ook wel oregano of majoraan. De zaden lijken qua vorm en smaak op komijnzaad en worden in Duitsland ook wel als 'zwarte komijn' aangeduid.

## Inhoudstoffen

Damascenine

De zaden bevatten tot 10% etherische olie, waarvan 1% bestaat uit alkaloïden, in het bijzonder damascenine.

## Cultivars
Er bestaan verschillende cultivars:
- Nigella damascena 'Dwarf Moody Blue' is een compacte, 15-20 cm hoge plant die bloeit met blauwe bloemen.
- Nigella damascena 'Miss Jekyll' is 45 cm groot en heeft halfdubbele, helderblauwe bloemen.
- Nigella orientalis 'Transformer'